# نظام دوري كرة القدم في السعودية
نظام دوري كرة القدم في المملكة العربية السعودية يعتبر دوري روشن للمحترفين أعلى درجة في دوريات كرة القدم السعودية ويتبعه دوري يلو للدرجة الأولى، وهناك أيضًا دوري الدرجة الثانية، والدوري السعودي لأندية الدرجة الثالثة وكذلك بطولة المملكة لأندية الدرجة الرابعة يتم صعود وهبوط الأندية بين هذه المستويات.

## نظرة عامة
| المستوى | الدوري / الدرجة |
| ------- | --- |
| 1       | دوري روشن السعودي للمحترفين (18 فريق) |
| 2       | دوري يلو للدرجة الأولى (20 فريق) 18 فريق ابتداء من موسم 2022-2023                                                                                  |
| 3       | دوري الدرجة الثانية (28 فريق) 32 فريق ابتداء من موسم 2022-2023 تقام البطولة بنظام المجموعات بعدد مجموعتين                                          |
|         | الدوري السعودي لأندية الدرجة الثالثة(32 فريق)40 فريق ابتداء من موسم 2023-2024 تقام البطولة بنظام المجموعات بعدد 4 مجموعات                          |
| 4       | بطولة المملكة لأندية الدرجة الرابعة (74 فريق) لم تحدد عدد الفرق ابتداء من موسم 2022-2023 تقام البطولة بنظام المناطق (كل منطقة لها مجموعتها الخاصة) |

## مواقع الفرق

### دوري المحترفين
| الفريق   | المكان          | الملعب                                   | السعة  |
| -------- | --------------- | ---------------------------------------- | ------ |
| الأهلي   | جدة             | مدينة الملك عبد الله الرياضية            | 62٬000 |
| الباطن   | حفر الباطن      | ملعب نادي الباطن                         | 6٬000  |
| الاتفاق  | الدمام          | ملعب الأمير محمد بن فهد                  | 21٬701 |
| الفيصلي  | حرمة            | مدينة المجمعة الرياضية                   | 5٬200  |
| الفتح    | الأحساء         | ملعب الأمير عبد الله بن جلوي             | 19٬096 |
| الفيحاء  | المجمعة         | ملعب الملك سلمان الرياضي                 | 5٬200  |
| الحزم    | الرس            | ملعب نادي الحزم                          | 2٬800  |
| الهلال   | الرياض          | ملعب جامعة الملك سعود                    | 25٬000 |
| الاتحاد  | جدة             | مدينة الملك عبد الله الرياضية            | 62٬000 |
| النصر    | الرياض          | ملعب الملك فهد الدولي                    | 62٬685 |
| القادسية | محافظة الخبر    | مدينة الأمير سعود بن جلوي الرياضية       | 11٬000 |
| الرائد   | بريدة           | مدينة الملك عبد الله الرياضية            | 23٬600 |
| الشباب   | الرياض          | ملعب الملك فهد الدولي                    | 80٬000 |
| التعاون  | بريدة           | مدينة الملك عبد الله الرياضية            | 23٬600 |
| الوحدة   | مكة             | ملعب الملك عبد العزيز                    | 33٬195 |
| أحد      | المدينة المنورة | مدينة الأمير محمد بن عبد العزيز الرياضية | 24٬000 |

### دوري الدرجة الأولى
| الفريق        | الموقع          | الملعب                                         | السعة  |
| ------------- | --------------- | ---------------------------------------------- | ------ |
| أبها          | أبها            | استاد الامير سلطان بن عبد العزيز               | 20٬000 |
| نادي العدالة  | الأحساء         | استاد الامير عبدالله بن جلوي                   | 19٬096 |
| العين         |                 | استاد مدينة الملك سعود الرياضية ( الباحة )     | 10٬000 |
| الأنصار       | المدينة المنورة | استاد نادي الأنصار                             | 5٬000  |
| آل الجبلين    | وابل            | استاد الامير عبد العزيز بن مساعد               | 12٬000 |
| نادي الجيل    | الأحساء         | استاد الامير عبدالله بن جلوي                   | 19٬096 |
| آل كوكب       | الخرج           | استاد نادي الشعلة                              | 5٬200  |
| الخليج        | سيهات           | استاد الامير نايف بن عبدالعزيز                 | 10٬000 |
| نادي المجزل   | آل المجمعة      | استاد مدينة المجمعة                            | 5٬200  |
| نادي النهضة   | الدمام          | استاد الامير فهد بن سلمان                      | 21٬701 |
| نادي النجوم   | الأحساء         | استاد الامير عبدالله بن جلوي                   | 19٬096 |
| نادي العروبة  | سكاكا           | ملعب نادي العروبة                              | 7٬000  |
| نادي القيصومة | القيصومة        | استاد نادي الباطن                              | 6٬000  |
| نادي الشعلة   | الخرج           | استاد نادي الشعلة                              | 5٬200  |
| نادي الطائي   | وابل            | استاد الامير عبد العزيز بن مساعد               | 12٬000 |
| نادي الوشم    | شقراء           | ملعب نادي الوشم                                | 3٬670  |
| نادي ضمك      | خميس مشيط       | استاد نادي داماك                               | 3٬556  |
| نادي هجر      | الأحساء         | ملعب الأمير عبد الله بن جلوي                   | 19٬096 |
| نادي جدة      | جدة             | استاد احتياطي في مدينة الملك عبد الله الرياضية | 1٬000  |
| نادي نجران    | نجران           | مدينة الأمير سلطان بن عبد العزيز الرياضية      | 20٬000 |

1: ^ يلعب نادي نجران على ملعب الأمير سلطان بن عبد العزيز بسبب الحرب المستمرة في اليمن </br> 2: ^ كما يستخدم ملعب العدالة والجيل والنجوم وهاجر استاد نادي الفاتح (7000 مقعد) كملعب منزلي. </br>

### دوري الدرجة الثانية
المجموعة أ
| النادي       | المكان          | الملعب                                                     |
| ------------ | --------------- | ---------------------------------------------------------- |
| نادي أبها    | أبها            | مدينة الأمير سلطان بن عبد العزيز الرياضية                  |
| نادي العدالة | الأحساء         | Reserve Stadium in Prince Abdullah bin Jalawi Stadium      |
| نادي الأنصار | المدينة المنورة | ملعب نادي الأنصار                                          |
| نادي البدائع | البكيرية        | ملعب نادي البكيرية                                         |
| نادي الدرعية | الدرعية         | Reserve Stadium in Prince Faisal bin Fahd Stadium (الرياض) |
| نادي الجبلين | حائل            | ملعب الأمير عبد العزيز بن مساعد                            |
| نادي الجبيل  | محافظة الجبيل   | ملعب نادي الجبيل                                           |
| نادي الخلود  | الرس            | ملعب نادي الحزم                                            |
| نادي الرياض  | الرياض          | ملعب الأمير تركي بن عبدالعزيز                              |
| نادي حطين    | محافظة صامطة    | استاد احتياطي في مدينة الملك عبد الله الرياضية (جدة)       |

المجموعة ب
| النادي         | المكان           | الملعب                                                |
| -------------- | ---------------- | ----------------------------------------------------- |
| نادي العين     | Al Atawilah      | ملعب مدينة الملك سعود الرياضية (الباحة)               |
| نادي الحجاز    | محافظة بلجرشي    | ملعب مدينة الملك سعود الرياضية (Al Bahah)             |
| نادي الجيل     | الأحساء          | Reserve Stadium in Prince Abdullah bin Jalawi Stadium |
| نادي المزاحمية | محافظة المزاحمية | Ergah Stadium                                         |
| نادي الشرق     | الدلم            | ملعب نادي الشعلة (محافظة الخرج)                       |
| نادي الصقور    | تبوك             | استاد مدينة الملك خالد الرياضية                       |
| نادي التقدم    | المذنب           | ملعب نادي النجمة (عنيزة)                              |
| نادي الثقبة    | محافظة الخبر     | مدينة الأمير سعود بن جلوي الرياضية                    |
| نادي الوشم     | شقراء            | ملعب نادي الوشم                                       |
| نادي وج        | الطائف           | ملعب الملك فهد                                        |

## وصلات خارجية
- Saudi Arabia Football Federation at FIFA.com Arabic - English Site
- Saudi Arabia Professional League on Super.com Arabic Site
- Saudi Professional League Commission Arabic Site